# Буковіни
Буковіни (пол. Bukowiny, нім. Ferdinandshöhe) — село в Польщі, у гміні Осек Староґардського повіту Поморського воєводства.
Населення — 157 осіб (2011).
У 1975-1998 роках село належало до Гданського воєводства.

## Демографія
Демографічна структура станом на 31 березня 2011 року:
|          | Загалом | Допрацездатний вік | Працездатний вік | Постпрацездатний вік |
| -------- | ------- | ------------------ | ---------------- | -------------------- |
| Чоловіки | 86      | 12                 | 63               | 11                   |
| Жінки    | 71      | 10                 | 40               | 21                   |
| Разом    | 157     | 22                 | 103              | 32                   |